# 果しなき流れの果に
『果しなき流れの果に』（はてしなきながれのはてに）は、小松左京の長編SF小説。『S-Fマガジン』の1965年2月号から11月号に連載後、単行本として出版、文庫化もされている。
誤って『果てしなき流れの果てに』などと表記されることがあるが、題名の「果」には送りがなをつけないのが正しい。

## 概要
『果しなき流れの果に』は、宇宙を股にかけ、10億年の時空を舞台とする壮大なスケールの本格SFである。殺人事件を含む点でミステリー色もあり、時間は中生代から未来、さらにその先までもを含む。
小松左京の第4長編であり、小松の最高傑作という評価のみならず、日本SFのオールタイムベストといった企画では、常に上位にランクされる作品である。1997年の『S-Fマガジン』500号記念号で発表された「日本SFオールタイムベスト」と2001年に日本SF作家クラブ員が選ぶ国内SF作品では1位、2014年の『S-Fマガジン』700号記念の「オールタイム・ベストSF」の国内長編部門では2位に選出された。
執筆当時、第二次世界大戦終結から20年経過してから時として記憶喪失状態で日本へ帰国する元日本兵を『オデュッセイア』と『浦島太郎』にダブらせ、さらに当時の大阪近郊での遺跡発掘ブームをモチーフとしている。
デビュー作である『地には平和を』以来の歴史改変テーマでの、歴史への異議申し立てはなぜいけないのか、という問いかけを持ち、このテーマは後の小松作品でも描かれ続けている。本作中に登場するルキッフ、ルシファーも絶対者への挑戦者として、『結晶星団』『ゴルディアスの結び目』に登場するテーマである。
本作には、小松の別作品『日本沈没』で描かれた国土を失った日本人が宇宙へ進出するという未来の描写がある。小松は、『日本沈没』と当時は未執筆だったその第二部、そして本作と『復活の日』がつながって自分の小説の大系になると語っていたという。
大原まり子は、ハルキ文庫に寄せた解説文で、本作をワイドスクリーン・バロックとしている。

## 内容
中生代の地層から、なぜか砂時計が発見された。しかも、この砂時計、無限に砂が流れ続ける代物だった。理論物理学研究所の助手野々村浩三は番匠谷教授らと共に砂時計の見つかった葛城山麓の古墳へ向かうが、その途中奇妙な人物から砂時計を指すと覚しき「クロニアム」という名を聞かされる。その古墳は変わった物で番匠谷教授は発掘の意気にはやるが野々村は言う。「こいつは──現代の僕らの手に余りそうですよ」
古墳から帰ると主人公格の野々村を始め、関係者も変死、行方不明、意識不明になり事情を知る者は居なくなってしまう。それは時空を超えた物語の始まりに過ぎなかった──。
野々村たちの巻き込まれた壮大な戦いの結末は？そして彼は自分を数十年待ち続ける恋人の元に帰ってこられるのか?

## 書誌情報
- 日本SFシリーズ 早川書房 1966年
- 世界SF全集29 早川書房 1970年
- ハヤカワ文庫JA 早川書房 1973年 ISBN 4150300011
- 角川文庫 角川書店 1974年6月 ISBN 4041308062
- 徳間文庫 徳間書店 1990年3月 ISBN 4195790166
- ハルキ文庫 角川春樹事務所、1997年12月 ISBN 489456369X

## 派生作品
- FMぐんまで、ラジオドラマで放送された。

- 1988年にミュージカル化され、OSK日本歌劇団により近鉄劇場などで上演された。主人公はリーゼントと革ジャンのルポライターの設定になった[10]。

- 20世紀末には角川書店社長だった角川春樹によりアニメ化の企画が進められ、監督に富野由悠季、美術設定に弐瓶勉が予定されていた[11]。アニメ化の企画を知った作家の笹本祐一は脚本執筆を志願したというが[12]、角川の逮捕もあり企画は頓挫した。